# Portlick Castle
Portlick Castle (irisch Caisleán Phort Lice) ist ein Landhaus, das aus einem spätmittelalterlichen Tower House an den Ufern des Lough Ree beim Dorf Glasson, etwa 9,6 km entfernt von Athlone im irischen County Westmeath, entstanden ist.

## Beschreibung
Das Landhaus besteht aus einem vierstöckigen, spätmittelalterlichen Turm mit quadratischem Grundriss, an den in Georgianischer Zeit ein zweistöckiger Gebäudeflügel angebaut wurde und in Viktorianischer Zeit ein weiterer Turm.

## Geschichte
Sir Henry de Leon kam schon 1169 nach der ursprünglichen Invasion des Earl of Pembroke als Begleitung von Prinz Johann (dem späteren König Johann Ohneland) nach Irland und erhielt große Ländereien in Westmeath. Das Familienwappen der Dillons hat einen roten Löwen in der Mitte, umgeben von drei roten Schildern. Ihr Familienname entwickelte sich später aus De-lee-on über Di-lee-on zu Dillon. Die irisch-gälische Version dieses Namens lautet Díolún. Ein Zweig der Dillons erhielt das Land von Portlick und ließ vermutlich in der Nähe des heutigen Landhauses eine Motte errichten. Diese war ihre wichtigste Festung und vermutlich auch ihre Wohnstatt, bis das Tower House im Spätmittelalter gebaut wurde. Von da an wohnten sie in dem Tower House, bis 1696 Garret Dillon nach dem Vertrag von Limerick enteignet wurde. Die Burg wurde dann an Thomas Knightly, einem Mitglied des Privy Council von König Wilhelm III. verlehnt, der sie wiederum an William Palmer aus Dublin verkaufte.
Später wurde die Verlehnung verworfen und das Anwesen fiel an die Krone zurück, die es 1703 an Reverend Robert Smyth verkaufte. Ein Mitglied der Familie Smyth lebte bis 1955 in dem Landhaus. Die Smyths ließen den georgianischen Wohnflügel errichten und 1860 ließ Ralph Smyth einen zinnenbewehrten, dreistöckigen Turm vor dem georgianischen Flügel anbauen, der dem Gebäudekomplex sein heutiges Aussehen mit zwei Türmen verlieh.
Laut Artikeln im The Westmeath Independent wurde Portlick Castle am Mittwoch, den 17. Juli 1861 niedergebrannt, wobei Geschirr, Möbel und Bücher im Wert von Tausenden von Pfund vernichtet wurden und das unbewohnbar war, als es 1988 der australische Dichter Luke Whitington, ein Kunstmäzen und erfahrener Restaurierer verfallener Gebäude in Italien, kaufte. Er ließ die Gebäude in Portlick in großem Umfang mit neuen Dächern versehen und renovieren. Die Grafschaftsverwaltung erteilte im Jahr 2000 die Freigabe für Wohnzwecke.
Ab 2012 konnte man das ganze Landhaus während 46 Wochen im Jahr für € 1000 pro Nacht mieten und es wurde zusammen mit 10,8 Hektar umgebenden Landes für € 2,29 Mio. zum Kauf angeboten. Heute gehört Portlick Castle immer noch Luke Whitington und ist als privates Wohnhaus verpachtet.

## Geistergeschichten
Laut einer lokalen Sage werden Portlick Castle, Kilkenny Castle, Monkstown Castle, Sharon Rectory und Workhouse Museum in Derry von Geist der „Blauen Lady“ heimgesucht.